# Elección presidencial de Burkina Faso de 2010
Las elecciones presidenciales de Burkina Faso de 2010 se efectuaron el 21 de diciembre de ese mismo año. No hubo necesidad de balotaje ante la abrumante victoria del candidato oficialista, el presidente en ejercicio Blaise Compaoré, quien logró superar el 80% de las preferencias.

## Contexto
Sin incidentes se efectuaron las elecciones presidenciales que tenían desde antemano como favorito al Presidente en ejercicio, Blaise Compaoré, quien llegó al poder en 1987 con un golpe de Estado y que con estos comicios busca validar su cuarto mandato democrático. Unos 3,2 millones de ciudadanos estaban convocados para elegir entre el mandatario y otros seis candidatos en uno de los países más pobres del mundo, ubicado en el puesto 161 de 169 del Índice de Desarrollo Humano elaborado por la ONU. La oposición está fragmentada en varios pequeños grupos y hasta la fecha ha sido incapaz de conformar un frente conjunto.

## Resultados
|  | 80,15 % |

|  | 8,21 % |

|  | 6,34 % |

|  | 2,31 % |

|  | 1,48 % |

|  | 0,86 % |

|  | 0,65 % |